# Who Killed Amanda Palmer
Who Killed Amanda Palmer je první sólové studiové album americké zpěvačky Amandy Palmerové. Vydalo jej v září roku 2008 hudební vydavatelství Roadrunner Records a spolu s Palmerovou jej produkoval Ben Folds. Dále se na albu podíleli například East Bay Ray, St. Vincent a Paul Buckmaster. V hitparádě Billboard 200 se deska umístila na 77. příčce.

## Seznam skladeb
1. „Astronaut: A Short History of Nearly Nothing“ – 4:37
2. „Runs in the Family“ – 2:59
3. „Ampersand“ – 5:59
4. „Leeds United“ – 4:55
5. „Blake Says“ – 4:43
6. „Strength Through Music“ – 3:29
7. „Guitar Hero“ – 4:48
8. „Have to Drive“ – 5:50
9. „What's the Use of Wond'rin?“ – 2:50
10. „Oasis“ – 2:57
11. „The Point of It All“ – 5:35
12. „Another Year: A Short History of Almost Something“ – 6:03

## Obsazení
- Amanda Palmerová – zpěv, klavír, elektrické piano, celesta, vibrafon
- Ben Folds – syntezátory, bicí, perkuse, klavír, doprovodné vokály
- Zoë Keating – violoncello
- East Bay Ray – kytara
- Annie Clark – zpěv
- Paul Buckmaster – aranžmá
- David Davidson – housle
- Natalie Leggett – housle
- Ruth Bruegger – housle
- Darius Campo – housle
- Roberto Cano – housle
- Mario de Leon – housle
- Sarah Parkins – housle
- Joel Derouin – housle
- Michele Richards – housle
- Josefina Vergara – housle
- Shanty Randall – viola
- Matt Funes – viola
- Evan Wilson – viola
- Larry Corbett – violoncello
- Steve Richards – violoncello
- Daniel Smith – violoncello
- John Catchings – violoncello
- Allan Ferguson – baskytara
- Jamie Graham – bicí
- Josh Coppersmith-Heaven – saxofon
- Tim Lane – pozoun
- Andy Moore – trubka
- Sam Bass – violoncello
- Jared Reynolds – baskytara, doprovodné vokály
- Carey Kotsionis – doprovodné vokály
- Carmella Ramsey – doprovodné vokály
- Donald Schroader – doprovodné vokály
- George Daeger – doprovodné vokály
- Jack Palmer – doprovodné vokály
- Jared Reynolds – doprovodné vokály
- Kate York – doprovodné vokály
- Leigh Nash – doprovodné vokály
- Sam Smith – doprovodné vokály